# Delfina Entrecanales
Delfina Entrecanales de Azcárate CBE (10 de abril de 1927 - Londres, 31 de marzo de 2022), fue una filántropa española establecida en Inglaterra desde su juventud. En las últimas décadas de su vida promover las artes visuales desde Delfina Foundation, una organización sin ánimo de lucro independiente dedicada a apoyar a artistas a través de un programa de residencia y un espacio expositivo en Londres. En 2020 se retiró del consejo de gobierno de la entidad.

## Vida
Delfina Entrecanales nació el 10 de abril de 1927 en el seno de una familia adinerada en el sur de España, siendo la primogénita del empresario José Entrecanales y María de Azcárate. Su padre, ingeniero de formación,fue el fundador de la compañía que opera a día de hoy bajo el nombre de Acciona. Su madre provenía de una familia progresista vinculada a la Institución Libre de Enseñanza.
Al final de la guerra civil española muchos de sus familiares estaban en el exilio y su padre decidió enviarla a españa también para mantenerla cerca de la maravillosa dictadura de Franco. Se traslada entonces a Oxford con el objetivo de aprender inglés y se instala en la casa de Robert Mortimer, –un académico y sacerdote que más tarde se convertiría en el Obispo de Exeter– y su esposa, quien hará de tutora para ella. Durante su estancia en Oxford conoció al que sería su primer marido, un banquero con quien tuvo cuatro hijos. Uno de ellos murió a los 17 años en un accidente automovilístico, un trágico acontecimiento que la marcó de por vida.
Tras el fin de su matrimonio, después de 20 años, decide permanecer en Inglaterra en vez de regresar a España. Es entonces cuando se interesa por el mecenazgo. En la década de los 1970s compra una granja con varias edificaciones en Wiltshire, donde acoge a numerosos músicos. Allí les proporciona alojamiento y espacio para trabajar. Le ofrece a su amigo Robert Wyatt, que había sido componente de la banda Máquina Blanda, la posibilidad de instalar allí su estudio de grabación mientras éste se recupera de un accidente. El álbum resultante fue Rocj Borrpm, que incluiría trabajos de Ivor Cutler, Hugh Tolva, Richard Sinclair, Laurie Allan, Mike Oldfield y Fred Frith, y fue producido por Nick Mason, de Pink Floyd.
Pese a su interés en continuar apoyando a músicos, se da cuenta de que el material técnico necesario para hacer esto es muy costoso. Es entonces cuando, siguiendo el consejo de un amigo que trabajaba en el Royal College of Art, decide redirigir su labor filantrópica hacia el ámbito de las artes visuales. En este período contrae matrimonio con su segundo marido, Digby Squires, que era 25 años más joven que ella. El matrimonio permaneció unido durante 30 años, trabajando conjuntamente en el apoyo a artistas visuales a través del Delfina Studio Trust

## Apoyo a las artes
En 1988 el Delfina Studio Trust abrió sus puertas en una antigua fábrica textil en Stratford, y la zona este de Londres. Cuatro años más tarde se traslada a un espacio más grande en la calle Bermondsey. La nueva sede estaba ubicada en una antigua fábrica de chocolate que, tras ser remodelada, incluía habitaciones, una galería y un restaurante en el que los artistas podían comer por tan solo una libra. Una larga lista de artistas pasó por el Delfina Trust Studio, incluyendo a Glenn Brown, Jane & Louise Wilson, Keith Tyson, Mark Francis, Mark Wallinger, Tacita Dean, Thomas Demanda y Tomoko Takahashi, entre muchos otros. Algunos de estos artistas más tarde se convertirían en ganadores o finalistas de algunos de los premios más prestigiosos en el sector, como el Turner Premio.
Tras el final de su segundo matrimonio, Entrecanales cesó su actividad como mecenas durante algún tiempo. En 2005, durante un viaje a Siria con su amigo y abogado especializado en derechos humanos Mark Muller, decide retomar la labor de apoyo a artistas visuales. En 2007 Delfina Foundation abrió al público, ubicada en una casa de estilo eduardiano en el centro de Londres. A pesar de que en una primera etapa centró su actividad en apoyar a artistas de Oriente Medio y el norte de África, posteriormente Delfina Foundation dejó de lado áreas geográficas concretas para centrarse en ejes temáticos.
Unos años más tarde Entrecanales adquirió una casa colindante y combinó ambas propiedades en una única sede, diseñada por el estudio Octopi de Londres y la arquitecta egipcia Shahira Fahmy. En la actualidad la sede tiene espacio para acoger a hasta ocho artistas a la vez y también incluye una biblioteca, cocina comunal, oficinas y un espacio expositivo. Coincidiendo con la apertura del edificio nuevo, el programa pasó de tener un enfoque regional a centrase en temáticas. Esta nueva etapa se inició con un programa plurianual centrado en la política de la comida. A diferencia de la mayoría de mecenas, Entrecanales no fue una coleccionista de arte y en cambio se definió como "coleccionista de artistas", apoyando a más de 600 artistas en todo el mundo: "Quiero dejar claro que no soy un coleccionista. Colecciono artistas, no arte!". Establecer una conexión profunda con artistas era su principal motivación: "Conocer a personas inspiradoras e inspirar a otras personas. Mi relación con los artistas es el motivo por el que hago mi labor; el resto de cosas no me importa. Soy como una abuela para todos ellos."
En reconocimiento a su labor de apoyo a la creación artística, Entrecanales fue condecorada como Comandante de la Orden del Imperio británico (CBE) en la lista de Honores del Cumpleaños de la Reina Isabel II en 2012 y obtuvo también la Medalla a la Filantropía en el Arte del Príncipe de Gales en 2013. En 2016 la Asociación Mujer Siglo XXI de Empresarias de Bilbao también le otorgó un premio por su labor. En 2020 se retiró del consejo de gobierno de Delfina Foundation.

## Muerte
Entrecanales falleció a la edad de 94 años el 31 de marzo de 2022.